# Edmund Lyons, 1. Baron Lyons

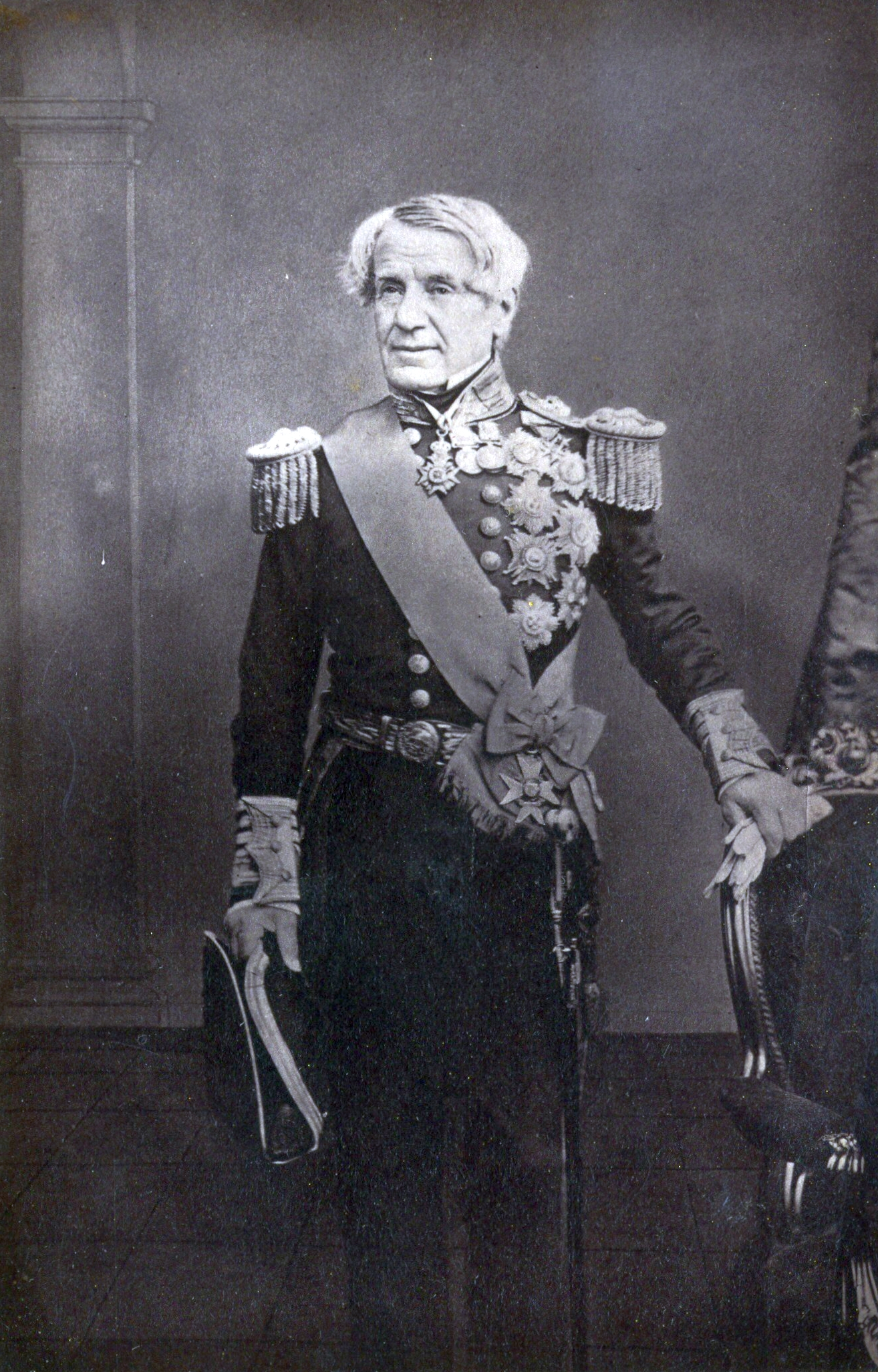
Edmund Lyons, 1. Baron Lyons

Edmund Lyons, 1. Baron Lyons GCB GCMG KCH (* 21. November 1790 in Burton, bei Christchurch, Hampshire; † 23./24. November 1858 in Arundel Castle, Sussex), war ein britischer Admiral und Diplomat, der vor allem als Oberbefehlshaber der britischen Schwarzmeerflotte während des Krimkriegs bekannt wurde.

## Leben
Lyons ging als Elfjähriger zur Marine. Er diente zunächst im Mittelmeer und später in den Ostindischen-Inseln, wo er 1810 wegen Tapferkeit befördert wurde. 1813 wurde er Kommandant der Korvette Rinaldo und 1814 Postkapitän. 1826 wurde er als Kommandeur der Fregatte Blonde in die griechischen Gewässer gesandt, blockierte den Hafen von Navarino, nahm 1828 mit den Franzosen an der Eroberung Moreas teil und wurde 1832 nach der Erhebung König Ottos auf den griechischen Thron zum Gesandten in Athen ernannt, wo er dem russischen und dem französischen Einfluss kräftig entgegentrat. Kurz bevor sein Schiff 1835 abgemustert wurde, wurde er als Knight Commander des Royal Guelphic Order zum Ritter geschlagen und 1840 zum erblichen Baronet, of Christchurch in the County of Southampton, erhoben. 1844 wurde er Knight Grand Cross (zivile Abteilung) des Bathordens.
1849 ging er als Gesandter nach Stockholm und avancierte 1850 zum Konteradmiral der blauen Flagge (Rear Admiral of the Blue). Nach dem Ausbruch des Krimkrieges mit Russland ging er im Januar 1854 als stellvertretender Befehlshaber der Mittelmeerflotte in den Orient, nahm am Bombardement von Odessa teil, kreuzte dann an der tscherkessischen Küste und besetzte am 9. Mai Redut-Kale.
Als Befehlshaber des Küstengeschawaders leistete er beim Transport der alliierten Truppen auf die Krim, die er mit bewundernswerter Energie und Zügigkeit leitete, und dem ersten Bombardement von Sewastopol, an Bord der HMS Agamemnon, ausgezeichnete Dienste.
Nach Admiral Dundas’ Abberufung 1854 erhielt er den Oberbefehl über die britische Flotte im Schwarzen Meer. Er leitete die Expedition nach Kertsch, das er am 24. Mai 1855 einnahm, wirkte beim Angriff auf Sebastopol am 18. Juni mit, wobei sein Sohn, der Kapitän Edmund Mowbray Lyons, tödlich verwundet wurde (* 1819; † 24. Juni 1855 in Konstantinopel), und eroberte Kinburn.
Im Juni 1855 wurde er zum Vizeadmiral befördert und im Juli 1855 als Knight Grand Cross (militärische Abteilung) des Bathordens ausgezeichnet. 1856 mit dem Titel Baron Lyons, of Christchurch in the County of Southampton, zum Peer erhoben (25. Juni 1856), und im Mai 1858 als Knight Grand Cross des Order of St Michael and St George ausgezeichnet starb er am 23. November 1858 in Arundel Castle.
Admiral Lord Lyons wurde in der Gruft von Arundel Castle beigesetzt. Der britische Diplomat Lord Richard Bickerton Pemell Lyons (1817–1887) war sein Sohn und Erbe als 2. Baron Lyons.

## Ehrungen
Im Jahre 1860 wurde zu seinen Ehren eine lebensgroße, marmorne Statue in der St Paul’s Cathedral in London errichtet. Der Edmund River und der Lyons River in Australien sind nach ihm benannt.